# Classe America
A Classe America (chamada LHA(R)) é uma classe de navios de assalto anfíbio da marinha de guerra dos Estados Unidos. Ele foi desenhado para transportar uma força expedicionária de fuzileiros navais, além de transporte de aeronaves V/STOL como o MV-22B Osprey, os caças AV-8B Harrier e F-35. O primeiro navio deste tipo foi entregue a marinha americana em 2013 e tem previsão para ser comissionado na frota em 2014, substituindo o envelhecido USS Peleliu (LHA-5) da classe Tarawa. O design desta classe é considerada um aprimoramento da última versão dos navios da classe Wasp, contudo, se comparado a outras embarcações de seu tipo, seu deck interno é menor para dar mais espaço para aeronaves.
Apesar de levar apenas aeronaves de decolagem vertical (V/STOL), o USS America o peso de deslocamento deste navio será de 45 000 toneladas, similar aos porta-aviões Charles de Gaulle (R91) da França e o INS Vikramaditya da Índia.
Cada navio desta classe deverá custar US$ 3,4 bilhões de dólares.

## Navios na classe
| Nº no casco | Nome         | Construtor           | Batimento de quilha | Lançado              | Comissionado          | Estado        |
| ----------- | ------------ | -------------------- | ------------------- | -------------------- | --------------------- | ------------- |
| LHA-6       | America      | Ingalls Shipbuilding | 17 de julho de 2009 | 4 de junho de 2012   | 11 de outubro de 2014 | Em atividade  |
| LHA-7       | Tripoli      | Ingalls Shipbuilding | 22 de junho de 2014 | 1 de maio de 2017    | 15 de julho de 2020   | Em atividade  |
| LHA-8       | Bougainville | Ingalls Shipbuilding | 14 de março de 2019 | 6 de outubro de 2019 | Provavelmente 2025    | Em construção |